# Luka Radonić
Luka Radonić (Zagreb, 2. veljače 1993.), hrvatski veslač, osvajač zlatnog odličja na Mediteranskim igrama u Tarragoni 2018. u utrci lakih samaca na 1000 metara.
Rođen je 1993. godine u Zagrebu. Veslanjem se počeo baviti s dvanaest godina, a prije toga je trenirao hokej na ledu.
Osvojio je brončano odličje na Svjetskom prvenstvu do 23 godine održanom u bugarskom Plovdivu 2015. godine.
Sljedeće godine s dva srebra (Varese i Poznan) i jednim zlatom (Lucern) osvaja svjetski kup u ukupnom poretku u disciplini laki samac. Na Svjetskom prvenstvu 2018. u Glasgowu zauzeo je 5. mjesto.
Diolomirao je strojarstvo na Fakultetu strojarstva i brodogradnje u Zagrebu.